# Киселица (област Кюстендил)
Вижте пояснителната страница за други значения на Киселица.
Киселица е село в Западна България. То се намира в община Трекляно, област Кюстендил.

## География
Село Киселица се намира в планински район, в Кюстендилското Краище, в югоизточните склонове на Милевска планина, от двете страни на Киселички поток. През 1971 г. към селото е присъединена Гелчина махала.
Селото е разпръснат тип, образувано от 8 махали:

## История
Няма запазени писмени данни за времето на възникване на селото. Останките от късноантично и късносредновековно селище и некропол свидетелстват, че района е населяван от дълбока древност.
Село Киселица е старо средновековно селище, регистрирано в турски документи от средата на XV век под името Киселица като тимар с 54 домакинства и 5 вдовици. Вписано е в регистър на доганджиите от началото на последната четвърт на XV век с името Киселиче като тимар към нахия Ълъджа (Кюстендил). В данъчен регистър от 1570 – 1572 г. е посочено под името Киселица като тимар към нахия Горно Краище на Кюстендилския санджак с 35 домакинства, 26 ергени и 1 вдовица. В списъка на джелепкешаните от 1576 – 77 г. е записано под името Киселче дол към кааза Ълъджа (Кюстендил) с 5 данъкоплатци.

## Религии
Село Киселица принадлежи в църковно-административно отношение към Софийска епархия, архиерейско наместничество Кюстендил. Населението изповядва източното православие.

## Исторически, културни и природни забележителности
- Чешма с паметна плоча на загиналите от с. Киселица във войните през 1912 – 1913 г., 1915 – 1918 г. и 1941 – 1945 г.

## Личности
- Михаил Захариев (1889 – ?), български офицер, генерал-майор
- Стойо Асенов – род.1937 г. по образование зооинженер, по призвание – краевед, писател, журналист, кореспондент. Човек обичащ безкрайно своето село и своя край. Автор на много книги и десетки материали публикувани в регионалния и националния печат.